# Rotherhithe (stacja kolejowa)
Rotherhithe – stacja kolejowa w Londynie, na terenie London Borough of Southwark, zarządzana i obsługiwana przez London Overground jako część East London Line. W latach 1867–2007 była stacją metra, wiosną 2010 została otwarta po modernizacji, już w ramach sieci kolejowej. W roku 2007 skorzystało z niej ok. 1,294 mln pasażerów.